# Amazing Grace (Film)
Amazing Grace ist ein Spielfilm von Michael Apted aus dem Jahr 2006. Amazing Grace bezieht sich auf das gleichnamige Gedicht des früheren Sklavenhändlers John Newton. Weltpremiere feierte der Film am 16. September 2006 beim Toronto Film Festival. Filmstart in den Vereinigten Staaten war am 23. Februar 2007, in Deutschland am 20. September 2011. Alternativer deutscher Filmtitel ist Der Mann, der die Welt veränderte.

## Handlung
Der Film zeigt die reale Geschichte des jungen, christlichen Abolitionisten William Wilberforce, der Ende des 18. Jahrhunderts in das Unterhaus des britischen Parlaments gewählt wird. Dort setzt er sich für die Abschaffung des Sklavenhandels im britischen Königreich ein. Er erhält dabei Unterstützung von John Newton sowie von William Pitt.
Der Film beginnt mit einem schwer erkrankten Wilberforce, der sich in Bath (Somerset) von seiner Krankheit erholt. Bei ihm ist sein Cousin Henry Thornton. Hier wird er seiner zukünftigen Frau Barbara Spooner vorgestellt. Obwohl er sich zunächst dagegen sträubt, gelingt es ihr, William seine bisherige Lebensgeschichte zu entlocken.
Die Handlung springt dann ins Jahr 1782. Von dort an erzählt William die Ereignisse, die ihn in seine jetzige Situation gebracht haben. Er ist ein ambitionierter und beliebter Abgeordneter des Parlaments, als er von seinen Freunden William Pitt, Thomas Clarkson, Hannah More und anderen überredet wird, sich politisch für die Abschaffung des Sklavenhandels zu engagieren. Dadurch macht er sich im House of Commons bei den Abgeordneten der Städte London, Bristol und Liverpool, die am Sklavenhandel sehr gut verdienen, unbeliebt und unterliegt zunächst mehrfach mit seinem Anliegen.
Ausgebrannt und frustriert darüber, dass er im Parlament nichts ändern konnte, erkrankt William an Kolitis. Nach dieser Erzählung ist die Handlung wieder zum Ausgangspunkt zurückgekehrt. Da er die Hoffnung aufgegeben hat, am Sklavenhandel etwas ändern zu können, erwägt er, sich komplett aus der Politik zurückzuziehen. Barbara überzeugt ihn weiterzukämpfen, denn wenn er es nicht tue, sei kein anderer in der Lage, es zu tun. Wenige Tage später heiraten William und Barbara; mit neuem Mut und Hoffnung auf Erfolg nimmt er den Kampf, unterstützt von Thornton, Clarkson und James Stephen, wieder auf. Nach 20 Jahren und vielen Versuchen gelingt es ihm im Februar 1807, den Slave Trade Act verabschieden zu lassen, der den Sklavenhandel im British Empire verbietet.

## Kritiken
Amazing Grace erhielt überwiegend positive Kritiken. Der ehemalige Direktor der Weltweiten Evangelischen Allianz, Geoff Tunnicliffe, bezeichnete den Film als „kraftvolle Geschichte, die zeigt, wie ein gläubiger Mensch die kulturelle und soziale Umgebung eines ganzen Landes verändern kann“.

## Auszeichnungen
Der Film wurde 2007 auf dem Heartland Film Festival preisgekrönt und bei den Satellite Awards 2007 für die besten Kostüme nominiert.